# Zonorchis petiolatum
Zonorchis petiolatum är en plattmaskart. Zonorchis petiolatum ingår i släktet Zonorchis och familjen Dicrocoeliidae. Inga underarter finns listade i Catalogue of Life.